# 兴义民族师范学院
兴义民族师范学院是位于中华人民共和国贵州省黔西南州兴义市的一所全日制公办师范类本科高校。